# Старозагорська область
Старозагорська область (болг. Област Стара Загора) — область в Південно-східному регіоні Болгарії.

## Інтернет-ресурси
- stara zagora news
- Stara Zagora Province — the best quality of life in Europe
- Областна администрация Стара Загора (болг.)

| Болгарія | Це незавершена стаття з географії Болгарії. Ви можете допомогти проєкту, виправивши або дописавши її. |